# Liderung
Liderung ist eine Art der Dichtung, insbesondere an Kolben von Hydraulikmaschinen und zur Abdichtung des Ladungsraums von Hinterladergeschützen mit Keilverschluss.

## Entwicklung

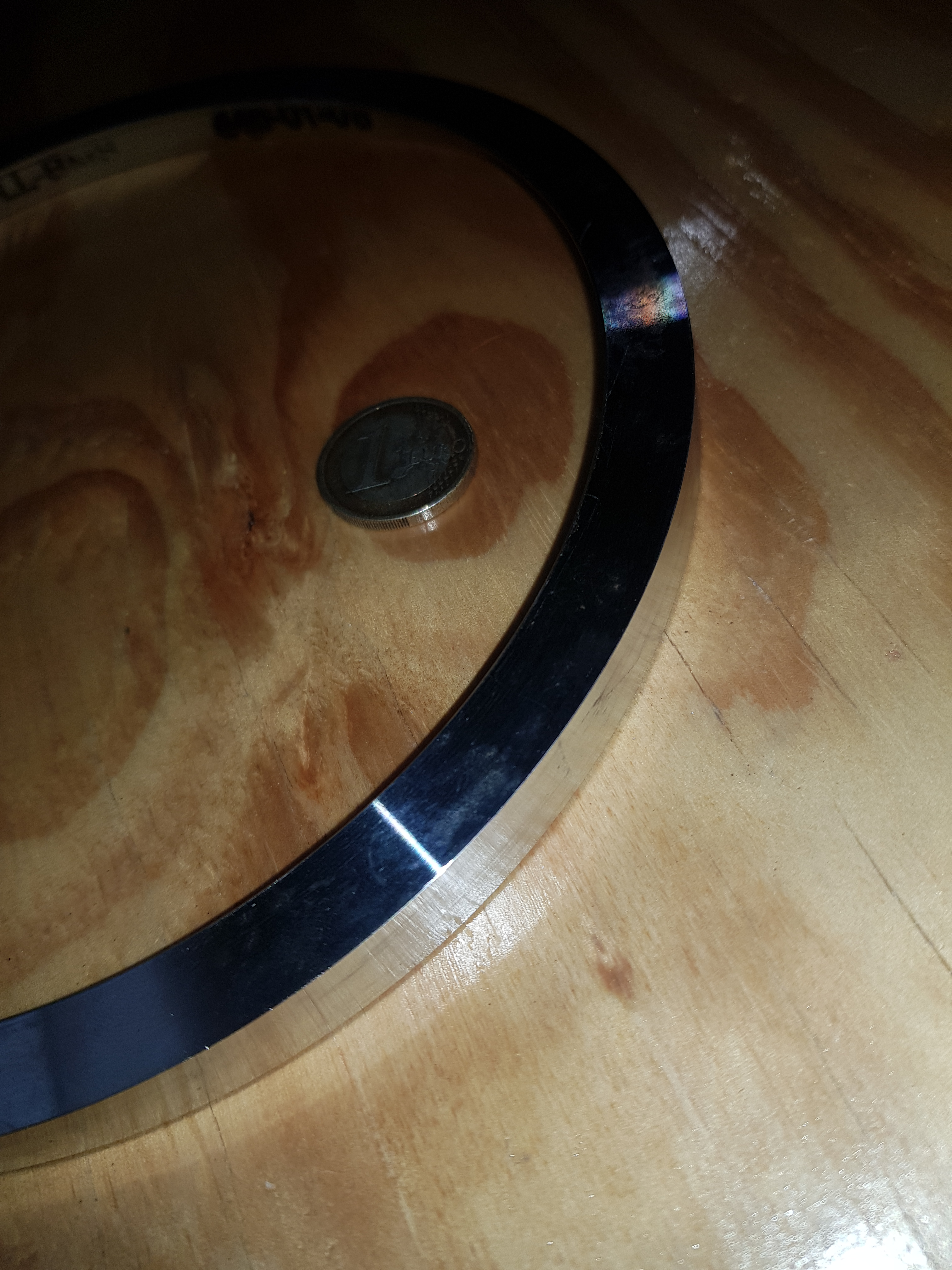
Liderungsring der Waffenanlage von Rheinmetall in der Panzerhaubitze M109G, Entwicklung Anfang der 1960er Jahre

Liderungsringe bei Flachkeilverschlüssen

Ursprünglich waren derartige Dichtungen aus Leder und wurden im Bergbau zur Abdichtung von Pumpen verwendet. Auch in den frühen hydraulischen Pressen und in Fahrradpumpen wurden solche Dichtungen verwendet. Das Wort lidern ist dabei eine Nebenform zu ledern, etwas zu Leder machen, mit Leder bearbeiten oder mit Leder versehen.
Bei modernen Geschützen, die lose Beuteltreibladungen verwenden, kommen Liderungsringe aus Metall zum Einsatz. Diese werden in eine entsprechende Aussparung des Verschlusses oder in eine Ringnut am Bodenring des Geschützrohres eingesetzt. Beim Abschuss wird der Liderungsring durch den Gasdruck auseinandergetrieben und dichtet den Ladungsraum nach außen ab.

## Weitere Bedeutung
Weiterhin wird mit dem Begriff Liderung das Verhalten einer Patronenhülse im Patronenlager einer Feuerwaffe beschrieben. Unter dem Druck des verbrennenden Treibladungspulvers beim Schuss schmiegt sich das Material der Patronenhülse an die Wandung des Patronenlagers und gewährleistet so einen gasdichten Verschluss des Waffenlaufes am rückwärtigen Ende.